# タリム盆地のミイラ

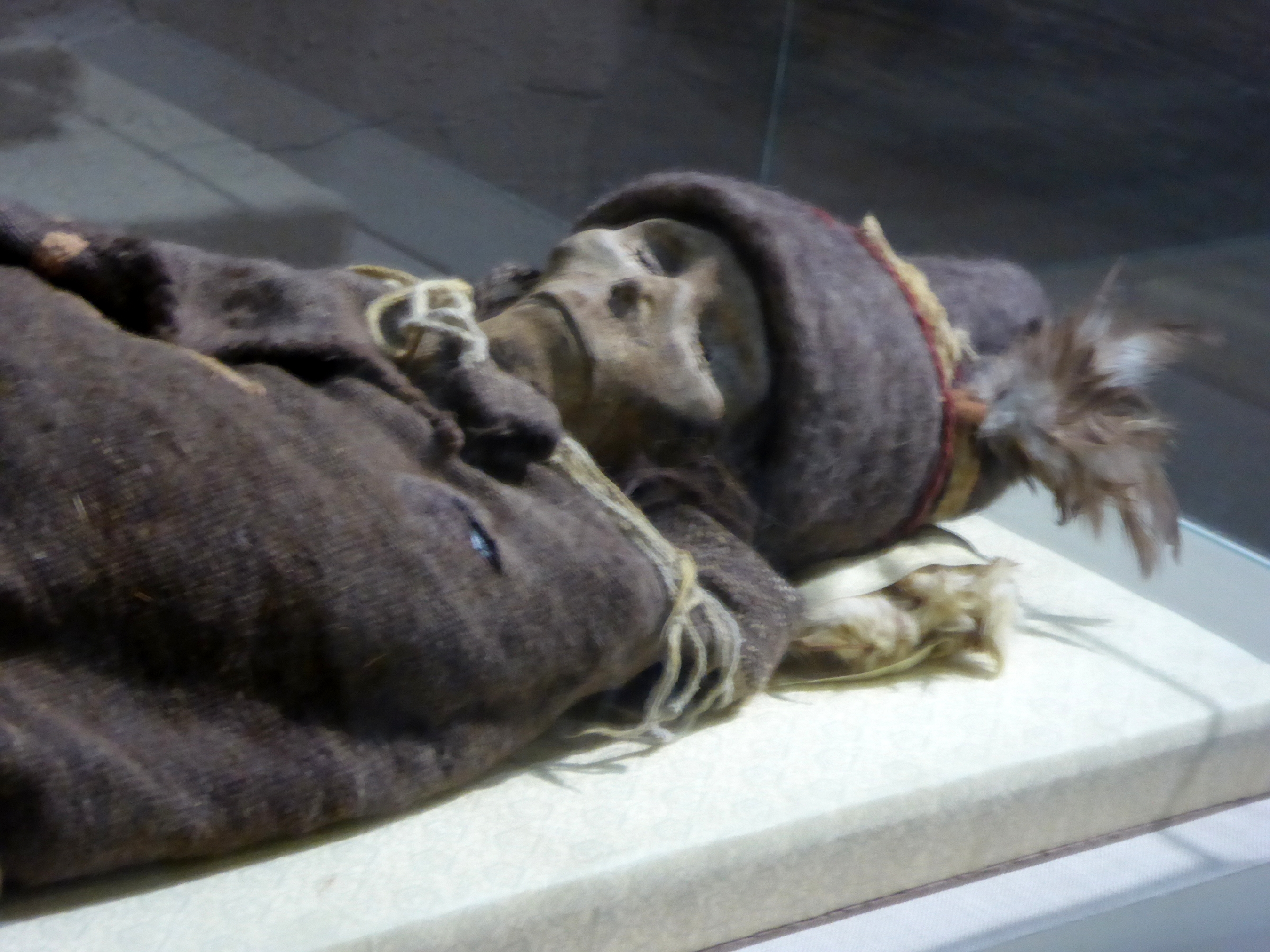
小河墓地のミイラ。3800年以上前のものとされ、タリム盆地の最古のミイラの1つである。新疆博物館所蔵。

タリム盆地のミイラ（タリムぼんちのミイラ）は、現在の中国新疆ウイグル自治区のタリム盆地で発見された、紀元前1800年頃から紀元前1世紀頃の一連のミイラ群である。最近では、紀元前2100年から紀元前1700年のものとされるミイラ群も発見されている。

## 概要
1990年代以降、タリム盆地で発見された数百体のミイラは、その保存状態の良さから世界中の注目を集めた。その年代は、約4000年前の青銅器時代に遡り、埋葬現場からは小麦やチーズが見つかっており、牧畜や農業を営んでいたことがわかる。ミイラは金髪、赤毛、または茶髪で、背が高く、コーカソイド（ヨーロッパ人種）のような独特の顔立ちが特徴で、ヨーロッパや西アジアに起源を持つインド・ヨーロッパ語族の人々ではないかと考えられていた。しかし、核DNA解析の結果、古代北ユーラシア人と呼ばれる元来現地に暮らしていた狩猟採集民の子孫であることが判明し、周辺地域の他の集団からは遺伝的に隔離されていたことが示された。彼らは、タクラマカン砂漠の河畔オアシスに定住し、そこで繁栄するために、近隣の遊牧民や農耕民の慣習を取り入れながらも、独自の文化や遺伝的独立性を維持していた。
2021年に発表されたゲノム研究によると、紀元前2100年から紀元前1700年頃のタリム盆地の初期のミイラは、古代北ユーラシア人の祖先成分を高い割合（約72％）で持ち、古代北東アジア人からのわずかな混合（約28％）も見られたが、西部ステップ牧畜民に関連する祖先成分は検出されなかったことが判明した。これらのミイラ化した人々は長い間、「原トカラ語を話す牧畜民」、すなわちトカラ人の祖先であると考えられてきたが、インド・ヨーロッパ語族の移住者、特にアファナシェヴォ文化やバクトリア・マルギアナ複合との遺伝的なつながりが欠如していることから、現在ではこの説はほとんど否定されている。
鉄器時代（紀元前1千年紀）のタリム盆地の後期のミイラ、例えばスバシ文化のものでは、武器、馬具、衣服の点において、アルタイ山脈のサカ（スキタイ人）のパジリク文化と非常に似た特徴が見られる。彼らはトカラ人の鉄器時代の祖先である可能性がある。

## 考古学上の記録

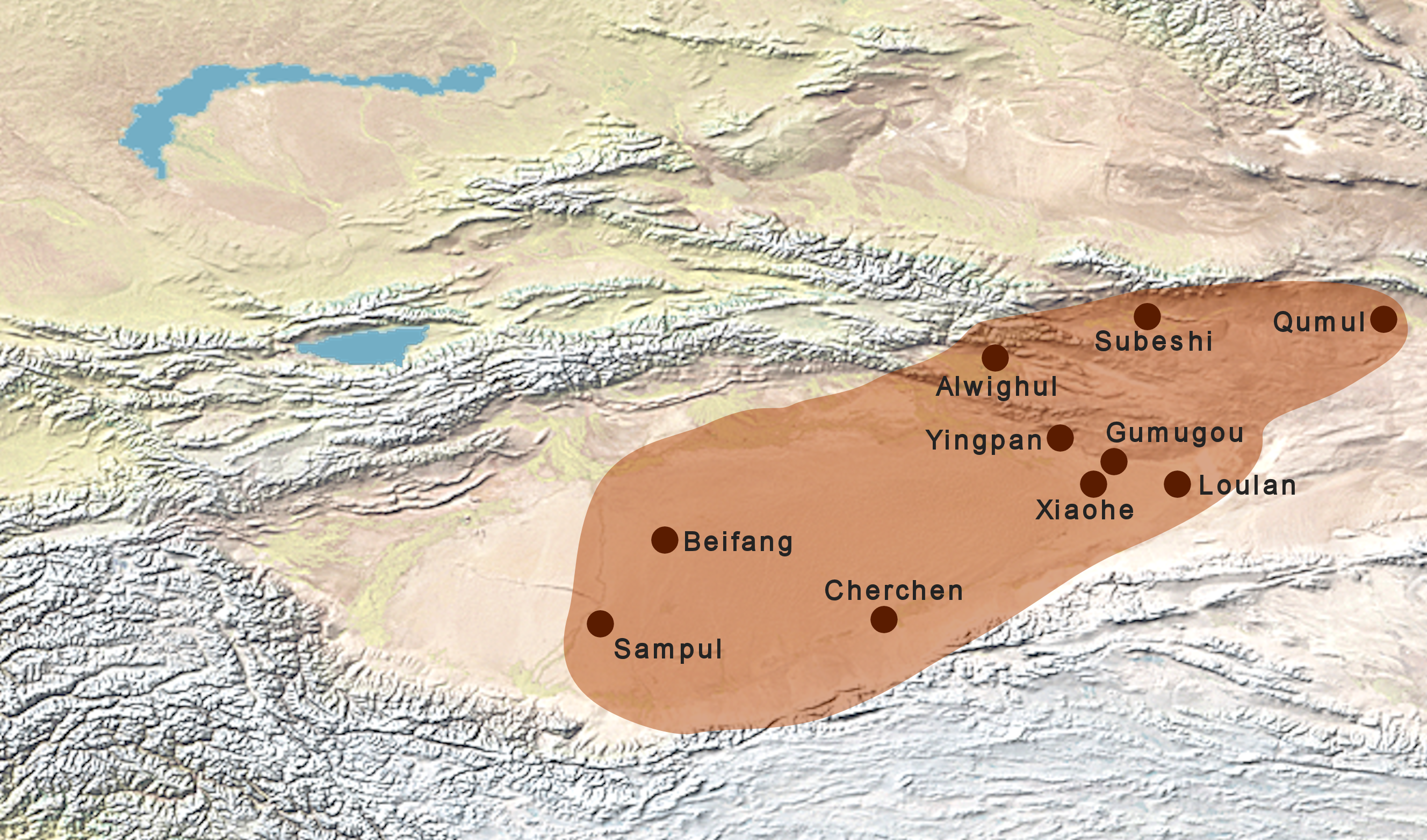
タリム盆地、タクラマカン砂漠におけるミイラの主要な埋葬地

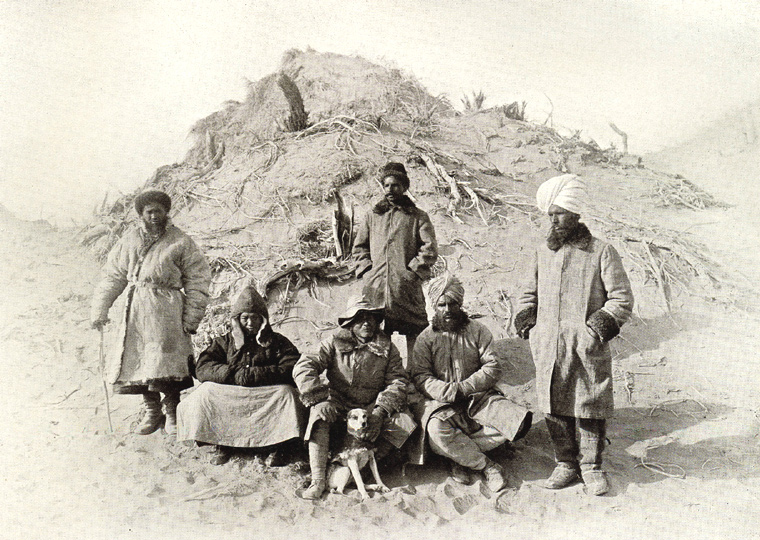
オーレル・スタイン卿、タリム盆地にて、1910年

20世紀初頭、スヴェン・ヘディン、アルベルト・フォン・ル・コック、オーレル・スタインといったヨーロッパの探検家たちは、中央アジアでの古代遺物調査の過程で、乾燥した遺体を発見したことを記録した。その後、数多くのミイラが発見・分析され、その多くは現在、新疆ウイグル自治区の博物館に展示されている。これらのミイラの大部分は、タリム盆地の東端（ロプノール周辺、トルファン近郊、楼蘭、クムル）や、タリム盆地の南縁（ホータン、ニヤ、チェルチェン）で発見されている。
2000年の調査によると、タリム盆地のケウリグル墓遺跡で発見された紀元前2135年から紀元前1939年頃の初期のミイラは、頭蓋計測分析において「Proto-Europoid（原ヨーロッパ人種）」型に分類され、類似性が最も高いのは、青銅器時代の南シベリア、カザフスタン、中央アジア、ヴォルガ川下流の住民であるとされた。ケウリグル文化の人々は、人種的にはコーカソイドに属し、その頭蓋骨はアファナシェヴォ文化やアンドロノヴォ文化の人々の頭蓋骨と類似していた。2003年の調査による改訂された頭蓋計測分析では、ケウリグル墓遺跡出土の初期のタリムミイラは、アンドロノヴォ文化とアファナシェヴォ文化の遊牧民、または西アジアのBMAC文化の住民とは異なる独自のクラスターを形成していることが判明した。

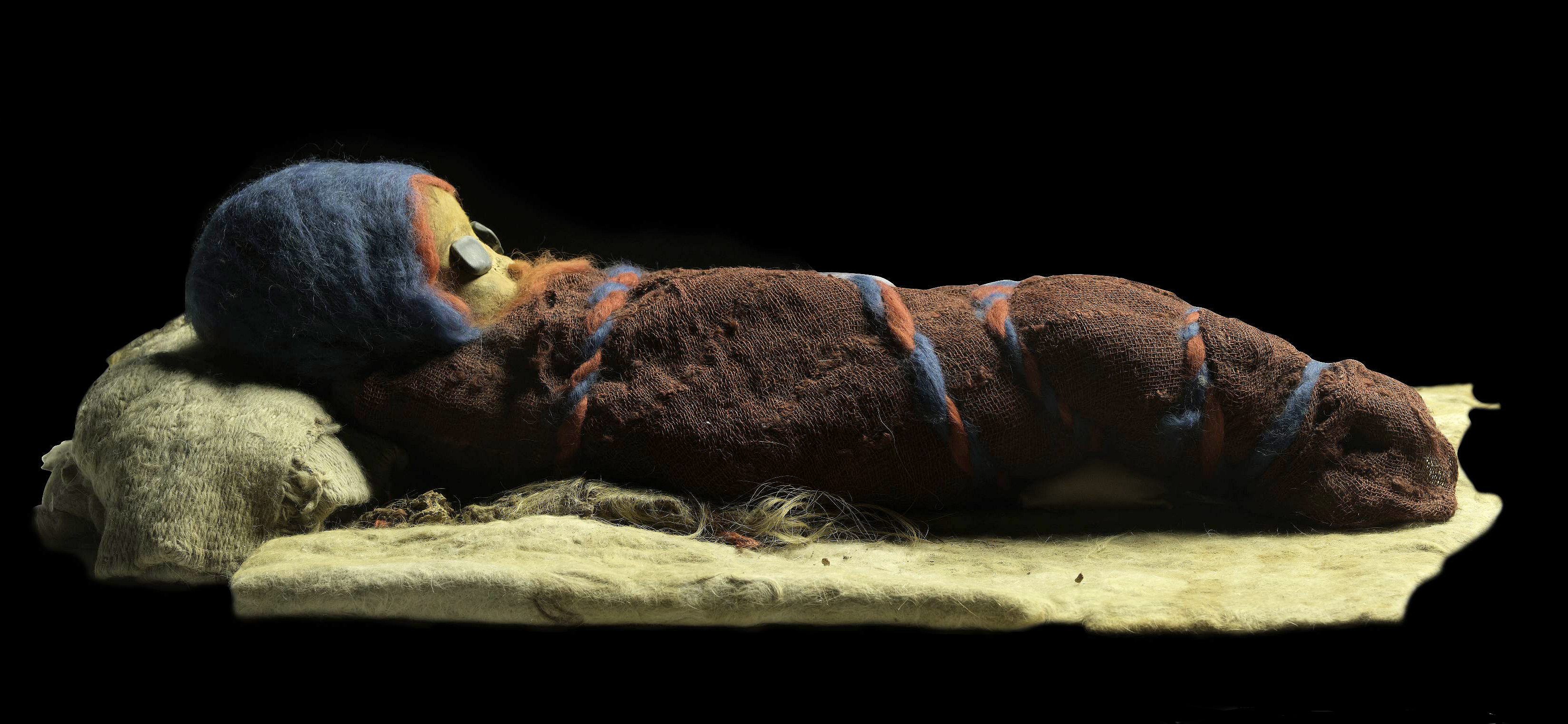
チェルチェンマンのミイラ化した赤ん坊の息子（紀元前1000年）

著名なミイラには、紀元前1000年頃に埋葬された、背が高く赤毛の「チェルチェンマン」と呼ばれる男性とその息子がいる。息子は生後1年で、赤と青のフェルト帽子の下から茶色の髪が覗き、両目には2つの石が置かれていた。他に、キジルチョカで発見された紀元前1400年から紀元前800年頃のものとされる「ハミのミイラ」や、紀元前4世紀または紀元前3世紀のものとされ、つばの平らな長さ2フィート（0.61 m）の黒いフェルトの円錐形の帽子をかぶっていた「スバシの魔女たち」などがある。スバシでは、首に外科手術の痕跡がある男性も発見され、切開部は馬の毛で作られた縫合糸で縫い合わされていた。タリム盆地周辺のいくつかの遺跡のミイラから、入れ墨が確認されている。

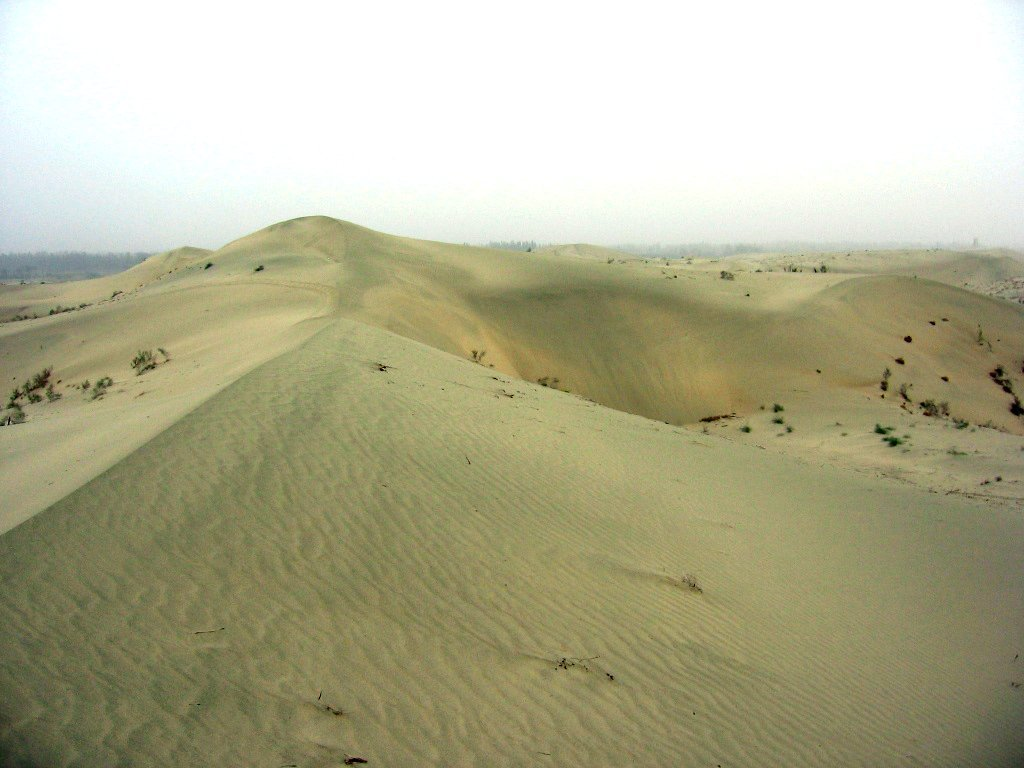
タクラマカン砂漠は非常に乾燥しており、それがミイラの保存に大いに役立った。

タリム盆地のミイラは、乾燥した砂漠気候とそれによって遺体に生じた乾燥化のおかげで、非常に良好な状態で発見されているものが多い。これらのミイラは、典型的なコーカソイド人種の身体的特徴を共有しており、多くは髪が物理的に無傷の状態で残っており、その色はブロンドから赤、濃い茶色まで様々で、一般的に長く、巻き毛で、編み込まれている。彼らの衣服、特に織物は、インド・ヨーロッパ語族の新石器時代の衣服技術との共通の起源、あるいは共通の低水準の織物技術を示している可能性がある。チェルチェンマンは赤い綾織りのチュニックとタータンチェックのレギンスを身に着けていた。織物専門家のエリザベス・ウェイランド・バーバーは、このタータン模様の布を調査し、ハルシュタット文化に関連する織物の断片との類似点について論じている。
ミイラとともに発見された織物は、紀元前2千年紀に遡るドイツ、オーストリアの遺跡で発見された織物断片と酷似しており、初期のヨーロッパ型織物であると主張されている。初期ユーラシアの織物研究家であるペンシルベニア大学の人類学者アイリーン・グッドは、織られた斜め綾織りのパターンは、かなり高度な織機を使用していたことを示しており、この織物が「この種の織り技法を用いた最東端の例」であると述べている。
タリム盆地の東端に位置するヤンブラク文化の墓地からは、紀元前1100年から紀元前500年のミイラが29体発見され、そのうち21体はモンゴロイドのミイラであり、タリム盆地で発見された最も古いモンゴロイドのミイラである。残りの8体は、ケウリグル墓地で発見されたミイラと同様に、コーカソイドの特徴を有している。

## 遺伝学的研究
1995年、ヴィクター・メアは「タリム盆地の初期のミイラは、もっぱらコーカソイド、すなわちヨーロッパ人種のものであり、東アジアからの移住者は約3000年前にタリム盆地の東部に到着し、ウイグル族は842年頃に到着した」と主張した。これらの人々の起源を辿る中で、メアのチームは、彼らが約5000年前にパミール高原を経由してこの地域に到着した可能性があることを示唆した。
メアは次のように述べた。
新たな発見は、背が高く、落ち窪んだ青色または緑色の目、高い鼻、豊かな髭、そして赤または金髪を持つ歴史上または伝説上の人物を描写した古い中国の書物を再検討せざるを得ない状況をもたらしている。これまで、学者たちはこれらの記述を嘲笑してきたが、現在ではそれらが正確である可能性が浮上している
2010年、小河墓地から出土した30体のミイラに対し、Y染色体DNAおよびミトコンドリアDNAマーカーの分析が行われた。小河墓地のミイラの母系は東アジアと西ユーラシアの両方に起源を持つことが示された一方、父系はすべて西ユーラシアに起源を持つことが明らかになった。この混合の地理的な位置は不明であるが、南シベリアが有力である。
2015年には、小河墓地で発見された92体のミイラのミトコンドリアDNA分析が行われ、そのうち36体の分析に成功した。分析の結果、西ユーラシアで最も一般的なハプログループH、K、U5、U7、U2e、T、R*が見つかった。また、東ユーラシアの現代人集団に一般的なハプログループB5、D、G2aも発見された。さらに、中央アジアまたはシベリアの現代人集団に一般的なハプログループC4とC5、そして後に典型的な南アジアのものと見なされるハプログループM5とM*も含まれていた。

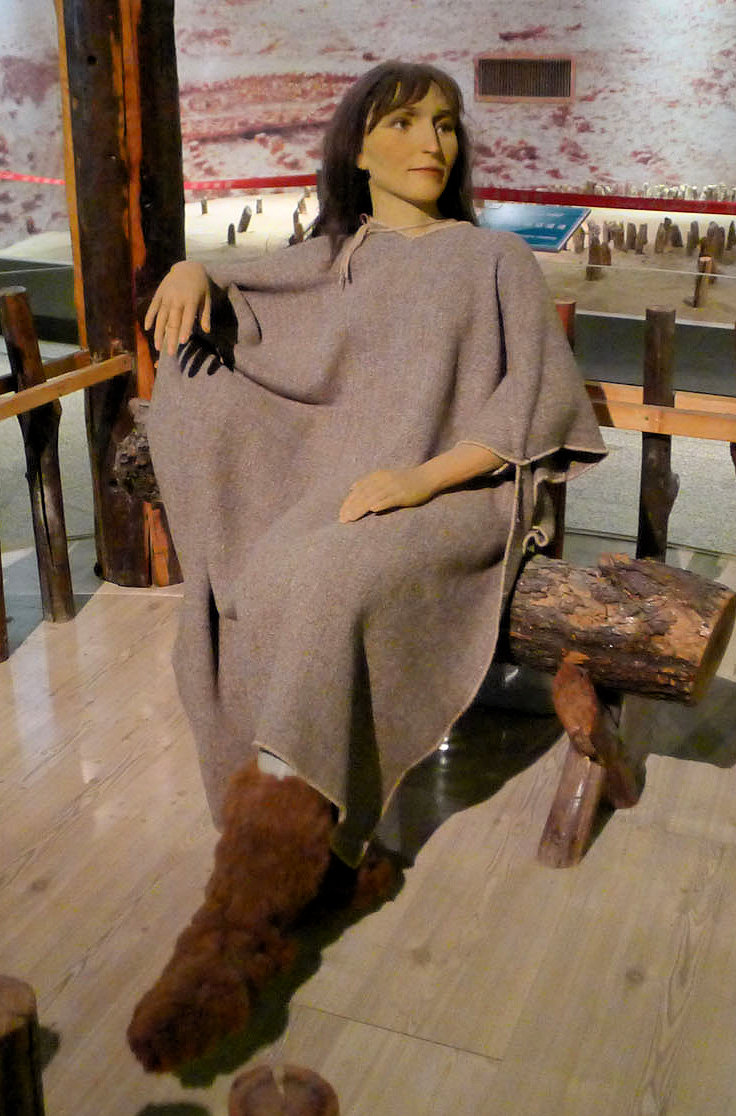
小河墓地出土の女性の復元。新疆博物館の展示。

2021年、中国吉林大学生命科学院は、タリム盆地で発見された紀元前2100年から紀元前1700年頃の人骨13体を分析した。その結果、2体からY染色体ハプログループR1b1b-PH155/PH4796（ISOGG 2016のR1b1cに相当）が検出され、1体からハプログループR1-PF6136（R1aおよびR1b1aを除く）が検出された。

### 古代北ユーラシア人との関係
2021年の遺伝子研究により、タリム盆地の小河墓地から出土した11体を含む、紀元前2135年から紀元前1623年頃の初期のミイラ13体のゲノム分析が行われた。その結果、これらのミイラは、以前に確認されていた古代北ユーラシア人と呼ばれる集団、特にアフォントヴァ・ゴラ3号（AG3）に代表される集団に最も近縁であることが判明した。彼らはAG3と遺伝的に非常に近い関係にあることが示されている。アフォントヴァ・ゴラ3号の遺伝子プロファイルは、小河墓地のミイラの祖先の約72％を占め、残りの28％は古代北東アジア人（初期青銅器時代のバイカル湖周辺の集団）に由来していた。タリム盆地のミイラは、祖先の大部分を古代北ユーラシア人に由来する、稀な完新世の集団の一つであり、他のどの古代集団よりも「古代北ユーラシア人の最良の代表」とみなすことができる。タリム盆地のミイラが持つ西洋的な身体的特徴は、古代北ユーラシア人（ANE）との関連によるものと考えられる、と研究者らは述べた。

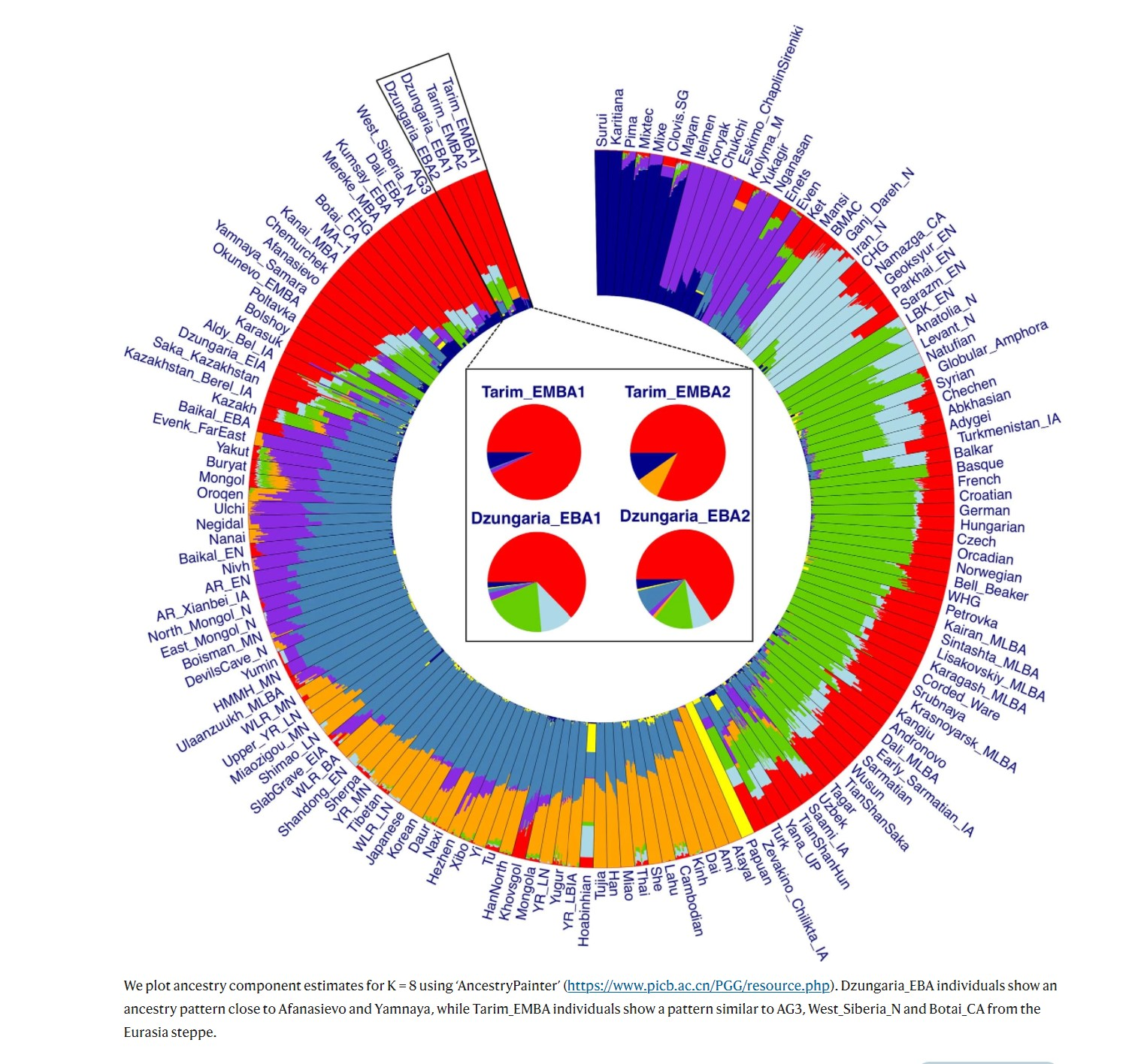
初期のタリムミイラにおける祖先構成要素。古代北ユーラシア人に類似した祖先成分は、赤色で示されている。

小河墓地から出土した初期のタリムミイラ（Tarim_EMBA1）は、他の古代北ユーラシア人由来の完新世の集団と比較して、アルタイ山脈の中期完新世の狩猟採集民（紀元前5500年～紀元前3500年）と最も高い遺伝的親和性を示す。Tarim_EMBA1とアルタイ狩猟採集民は、互いに他方の祖先集団としてモデル化できる。アルタイ狩猟採集民は、Tarim_EMBA1と古代古シベリア人との2つの異なる祖先集団からの混合としてモデル化できる。逆に、Tarim_EMBA1は、アルタイ狩猟採集民とアフォントヴァ・ゴラ遺跡から出土したAG3という古代北ユーラシア人のゲノムとの均等な混合物としてモデル化できる。
2022年に行われた遺伝学的調査では、中央アジアと新疆ウイグル自治区の多くの集団が、タリムミイラに関連する祖先集団から様々な程度の遺伝的影響を受けていることが示された。タジク人はタリムミイラとの遺伝的親和性が比較的高いものの、彼らの主要な祖先は青銅器時代のBMACとアンドロノヴォ文化集団に由来する。

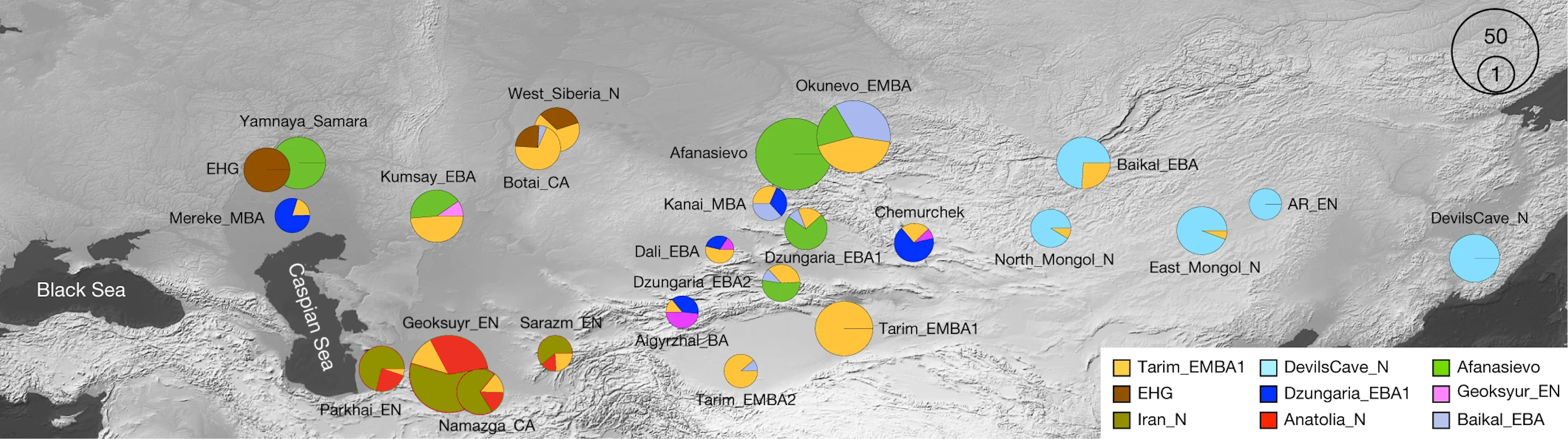
ユーラシア大陸の古代人集団の遺伝的祖先と混合。

## 起源論争
マロリーとメア（2000年）は、少なくとも2つの白人系の身体的特徴を持つ人々がタリム盆地に移住したと提唱している。著者らはこれらの人々を、それぞれインド・ヨーロッパ語族のトカラ語派とイラン語派（サカ語）に関連付けている。しかし、考古学と言語学の教授であるエリザベス・ウェイランド・バーバーは、ミイラがトカラ語を話していたと安易に仮定することに警鐘を鳴らしている。彼女は、ミイラと記録されているトカラ人の間には約1000年の隔たりがあることを指摘し、「人々は遺伝子やそばかすを一つも変えることなく、自由に言語を変えることができる」と述べている。
一方、言語学教授のロナルド・キムは、記録されているトカラ語間の差異の大きさから、原トカラ語は記録されるよりも1000年ほど前に存在したに違いないと主張している。これは、タリム盆地文化がこの地域にあった時期と一致する。
韓康信は、302体のミイラの頭蓋骨を調査した結果、初期のタリム盆地の住民と最も近縁なのは、タリム盆地のすぐ北に位置するアファナシェヴォ文化の人々と、カザフスタンにまたがり、西中央アジアとアルタイまで南下したアンドロノヴォ文化の人々であることを発見した。
マロリーとメア（2000年）は、タリム盆地とトルファン盆地の青銅器時代の最初の入植者は、アファナシェヴォ文化に起源を辿ると考えている。アファナシェヴォ文化は、ユーラシアステップのインド・ヨーロッパ語族に関連する文化との文化的、遺伝的なつながりを示すが、インド・イラン語派に関連するアンドロノヴォ文化よりも時代的に先行しており、サテム化のようなインド・イラン語派に特有の音韻変化がトカラ語には見られないことの理由を説明するのに十分である。
メアは次のように結論づけている。
利用可能な証拠から、楼蘭の美女の後の最初の1000年間、タリム盆地の唯一の入植者はコーカソイドであったことがわかった。東アジアの人々がタリム盆地の東部に現れ始めたのは約3000年前であり、ウイグル族は主に現在のモンゴルを拠点とするオルコン・ウイグル王国の崩壊後、842年頃に到着した。
2003年のブライアンE.ヘムフィルによる頭蓋計測値の生物学的距離分析は、タリム盆地の住民をヨーロッパ人とする説に疑問を呈している。タリム盆地の初期の標本（ケウリグル）は、他の集団とは異なる独自のクラスターを形成し、インダス文明のハラッパー遺跡から出土した2つの標本とより近い類似性を示す一方、後期の標本（アルウィグル、楼蘭）はバクトリアの標本とより近い類似性を示すことが指摘されている。頭蓋計測学は、意味をなさない結果を生み出す可能性があり、歴史的意味を欠くため、いかなる遺伝的関係も地理的妥当性と他の証拠による裏付けを伴う必要がある。
結果は、ケウリグルの初期住民とタリム盆地への移民の起源として提案されているいずれの集団とも強い類似性を示すことができなかった。外部集団との類似性が認められないことは、ケウリグルから発見された人骨が、ステップ地帯のアファナシエヴォ文化やアンドロノヴォ文化の入植者、またはバクトリアのオクサス文明の都市中心部の住民の純粋な遺骨である可能性は低いことを意味している。... この研究は、アルウィグルと楼蘭の住民が、初期ヨーロッパ系ステップ集団に由来するものではなく、東地中海の集団と最も類似性が高いという韓康信（1998年）の主張を裏付けている。そして、そのような東地中海系の住民は、バクトリア北部のオアシスに位置するオクサス文明の都市中心部にも見られることを示している。新疆ウイグル自治区の最新の標本である楼蘭と、バクトリアの標本の中で最古のサパリ・テペ遺跡の標本との類似性は特に高く、アルウィグルとバクトリアの後期標本は、より遠い形態的類似性を示している。このパターンは、紀元前2千年紀初頭の中央アジアにおける地域間交流の大きな変化を示している可能性がある。...しかし、ステップ集団がタリム盆地の青銅器時代の住民に大きな影響を与えたという仮説を裏付ける証拠はない。アファナシエヴォ文化とアンドロノヴォ文化の遺物と新疆の青銅器時代の遺物との間には多くの類似点があるにもかかわらず、形態学的関係のすべての分析では、ステップの標本とタリム盆地 (ケウリグル、アルウィグル、楼蘭) の標本の間には、形態学的な大きな違いがあることが一貫して明らかになっている。

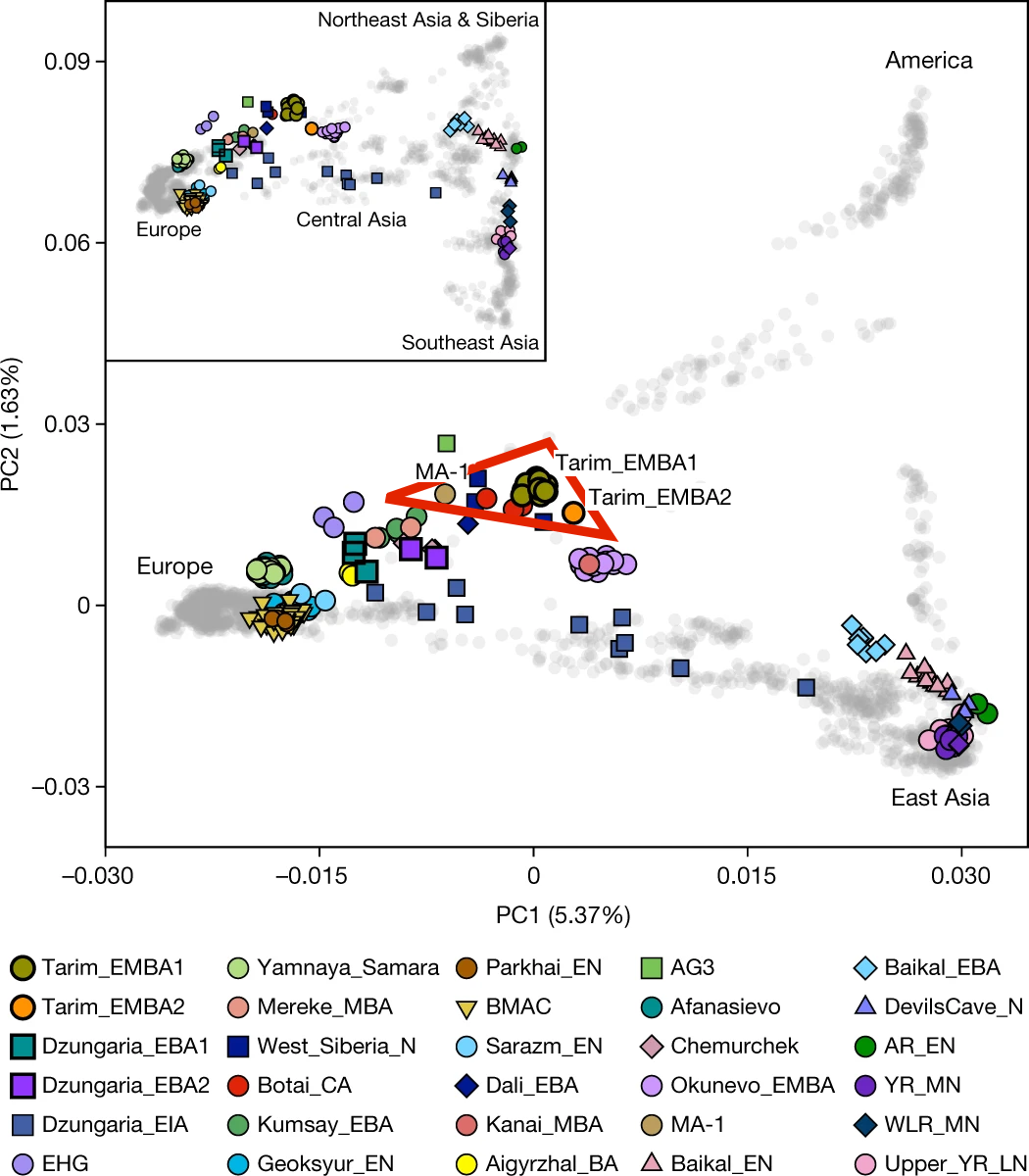
タリム盆地のミイラは、24,000前頃のマルタ・ビュレット文化の人骨（MA-1）に代表される古代北ユーラシア人との遺伝的近縁性が強い。

2021年に科学誌ネイチャーに掲載された論文では、タリム盆地の初期のミイラに見られる「西洋的」な形態的特徴は、古代北ユーラシア人に由来する祖先を持つためであるという説が提唱された。これまでに行われた頭蓋計測分析では、初期のタリムミイラは他のどの集団とも異なる独自のクラスターを形成しており、アンドロノヴォ文化やアファナシェヴォ文化に代表されるヨーロッパ系の草原遊牧民、西アジアのバクトリア・マルギアナ文化複合（BMAC）の住民、あるいは東アジアの集団のいずれとも系統的に関連性がないことが示されている。

## 歴史的記録と関連文書

### 中国の史料
西域は、紀元前3世紀から紀元後8世紀にかけての中国において、タリム盆地と中央アジアを含む玉門関以西の地域を指す歴史的な名称である。
中国の史料では、西域の人々の中には、豊かな髭、赤毛や金髪、深く窪んだ青色または緑色の目、高い鼻を持つ者たちがいたと記述されている。また、タリム盆地の都市国家は、クシャーナ朝の崩壊後、3世紀から4世紀にかけて政治的勢力の絶頂期を迎えたとされるが、これは実際には中国のタリム盆地への関与が増大したことを示している可能性がある。

### トカラ語

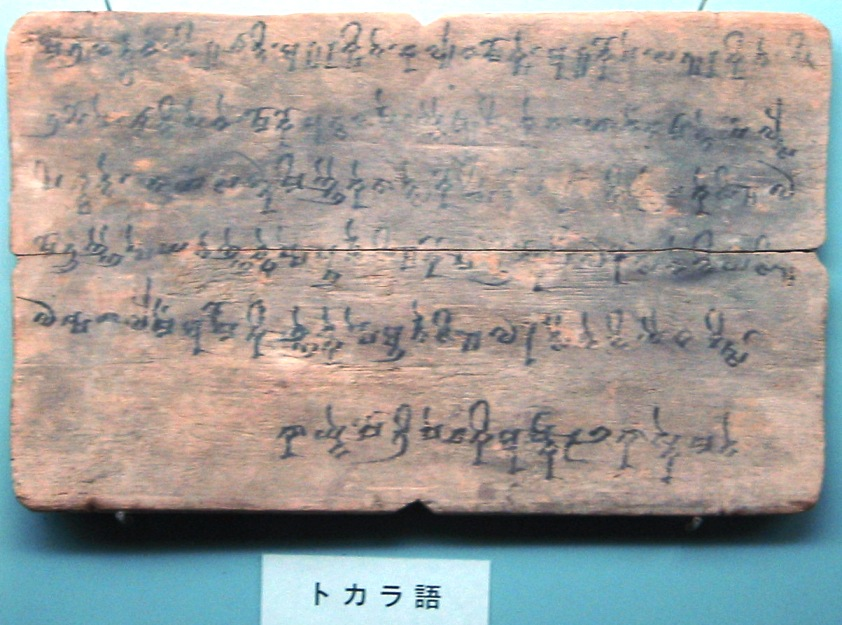
トカラ語が書かれた板（5～8世紀）。東京国立博物館

現代の学者によってトカラ語A方言（あるいは、単に「トカラ語」）、トカラ語B方言（クチャ語、亀茲語）として知られる言語と、資料が少ないトカラ語C方言（楼蘭の都市国家に関連）との差異の程度、そしてタリム盆地以外ではこれらの言語の証拠が見られないことは、紀元前1千年紀後半にタリム盆地で共通の祖語である原トカラ語が存在したことを示唆する。トカラ語は3世紀から9世紀の文書で確認されているが、最初の既知の碑文証拠は6世紀に遡る。
タリム盆地のミイラはトカラ語のテキストよりも約2000年前に遡るものの、地理的な位置を共有していることや西ユーラシアとの関連性から、多くの学者はミイラがトカラ語を話していた人々と関係があると考えている。

## 西から東への文化伝播の議論
紀元前2000年頃までにタリム盆地にインド・ヨーロッパ語族の話者が存在した可能性は、もし確認されれば、インド・ヨーロッパ語族と中国人の間で非常に早い時期に文化交流があったという証拠として解釈できる。チャリオットや青銅器の製造などの技術は、これらのインド・ヨーロッパ遊牧民によって東方に伝えられた可能性があると示唆されている。マロリーとメアはまた、「紀元前2000年頃以前には、中国における金属工芸品の発見は非常に少なく、単純であり、そして不可解なことに、すでに銅合金で作られている（したがって疑わしい）」と指摘している。

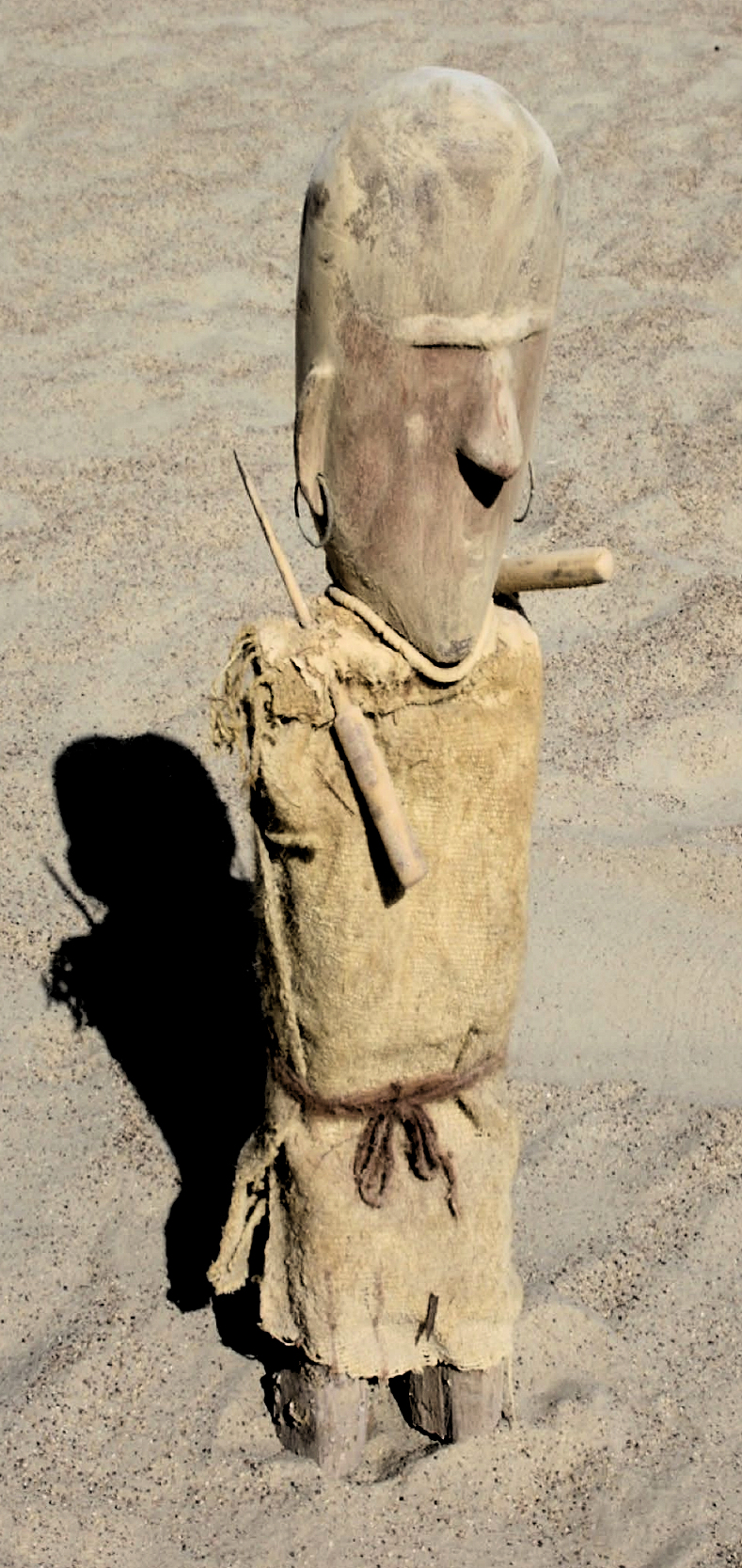
小河墓地の木彫像

青銅器技術が中国から西方へ伝播したのか、それとも「中国における最初の青銅器技術は西方の草原文化との接触によって刺激された」のかという議論は、学術界では未だ決着を見ていないが、現時点までの証拠は後者のシナリオを支持していると考えられる。しかし、タリム盆地北西部の文化と技術は、黄河下流の二里頭文化（紀元前2070年頃 - 紀元前1600年頃）や馬家窯文化（紀元前3100年頃 - 紀元前2700年頃）といった中国最古の青銅器使用文化よりも遅れていた。このことは、北西部が青銅器技術が殷王朝によって紀元前1600年頃に導入されるまで、銅や金属を一切使用していなかったことを示唆している。中国最古の青銅器は馬家窯文化で発見されており、この場所と時期から中国の青銅器時代が始まった。中国の青銅器冶金は二里頭期と呼ばれる時代に起源を持ち、一部の歴史家はこの時代を殷王朝の支配期間内であると主張している。

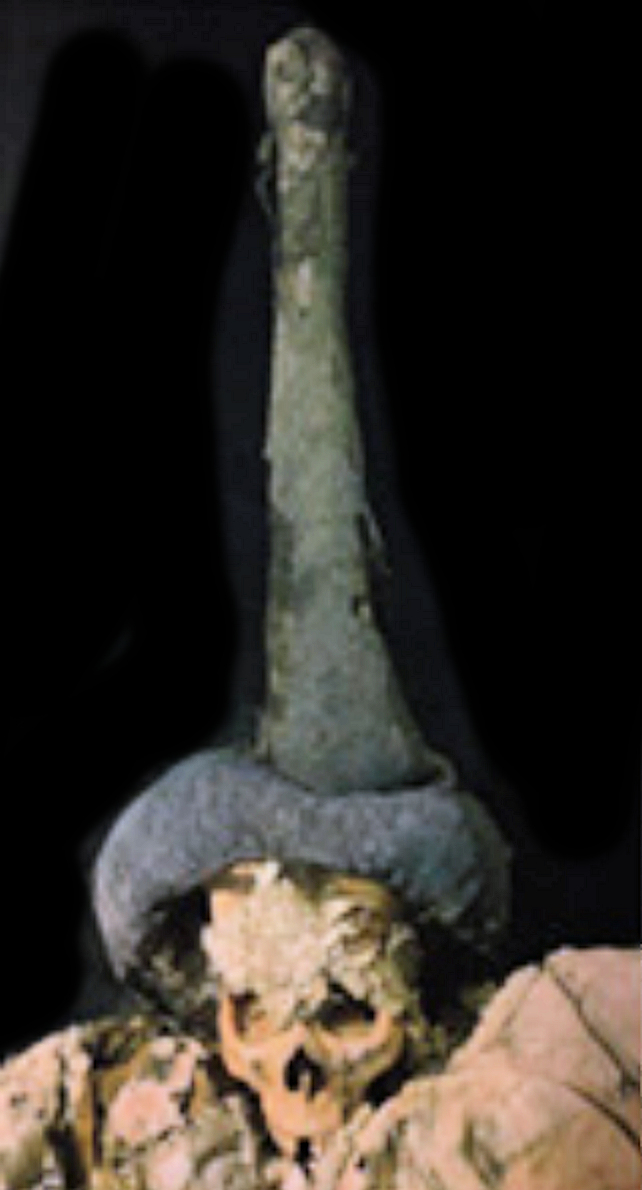
円錐形の高い尖った帽子、スバシ墓地（紀元前1千年紀）

二里頭遺跡は、先行する夏王朝のものであると考える研究者もいる。ナショナル・ギャラリーは、中国青銅器時代を紀元前2000年頃から紀元前771年頃までと定義しており、二里頭文化に始まり、西周の支配の崩壊をもって終わるとしている。これは簡潔な基準となるが、中国の冶金と文化における青銅の重要性がその後も続いたことを考慮していない。青銅器の発見はメソポタミアの方がはるかに早かったため、青銅器の技術は中国で独自に発見されたのではなく、輸入された可能性がある。しかし、中国国内で青銅器製造が外部の影響とは別に発展したと信じる理由がある。
前漢の武帝の時代に、西域への使節として派遣された張騫は、紀元前126年にバクトリアとソグディアナを訪れ、中国の西方にある多くの地域について、中国人として初めて記録した。張騫は、これらの地域にギリシアの影響があることを認め、パルティアを「Ānxī（安息）」と名付けた。これは、パルティアの創始者であるアルサケスの名に由来すると考えられている。張騫は、パルティアを穀物やブドウを栽培し、銀貨や革製品を製造する高度な都市文明として明確に認識し、その発展水準をフェルガナの大宛やバクトリアの大夏と同等であると評価した。
タリム盆地産の翡翠が古代から中国へ供給されていたことは、2001年のLiuらの研究によって裏付けられている。古代中国の支配者たちは翡翠に強い愛着を抱いており、それは殷王朝の婦好の墓から発掘された750点以上の翡翠製品が、すべて現代の新疆にあるホータン産であったことからも明らかである。紀元前1千年紀半ばには、月氏が翡翠交易に従事しており、その主な消費者は定住農耕社会を営む中国の支配者たちであった。

## 著名なミイラ

### 小河の王女
小河の王女は、2003年に新疆考古学研究所の考古学者によって、新疆ウイグル自治区ロプノールの楼蘭から西に120km離れた小河墓地M11号墓で発掘された。彼女は赤褐色の髪と長いまつげを持ち、房飾りの付いた白いウールのマントを身に着け、フェルト帽、紐スカート、毛皮の裏地が付いた革のブーツを履いていた。彼女は木製の留め具と、エフェドラの小さな袋3つと一緒に埋葬され、遺体のそばにはエフェドラの小枝が置かれていた。現在、どの博物館にも常設展示されていない。

### 楼蘭の美女
楼蘭の美女は、タリム盆地のミイラの中でも最も有名なものであり、チェルチェンマンと並び称される。1980年、シルクロードを題材とした映画の撮影中に、中国人考古学者によってロプノール付近で発見された。地下約1メートルの深さに埋葬されており、乾燥した気候と塩分の防腐効果により、ミイラは極めて良好な状態で保存されていた。その年代は紀元前1800年頃に遡り、高い鼻梁、細い顎、赤褐色の髪など、白人系の特徴を持っていた。彼女はウールの布で包まれていたが、この布は2枚の別々の布でできており、全身を覆うには十分な大きさではなく、足首が露出していた。楼蘭の美女の周囲には、副葬品が置かれていた。

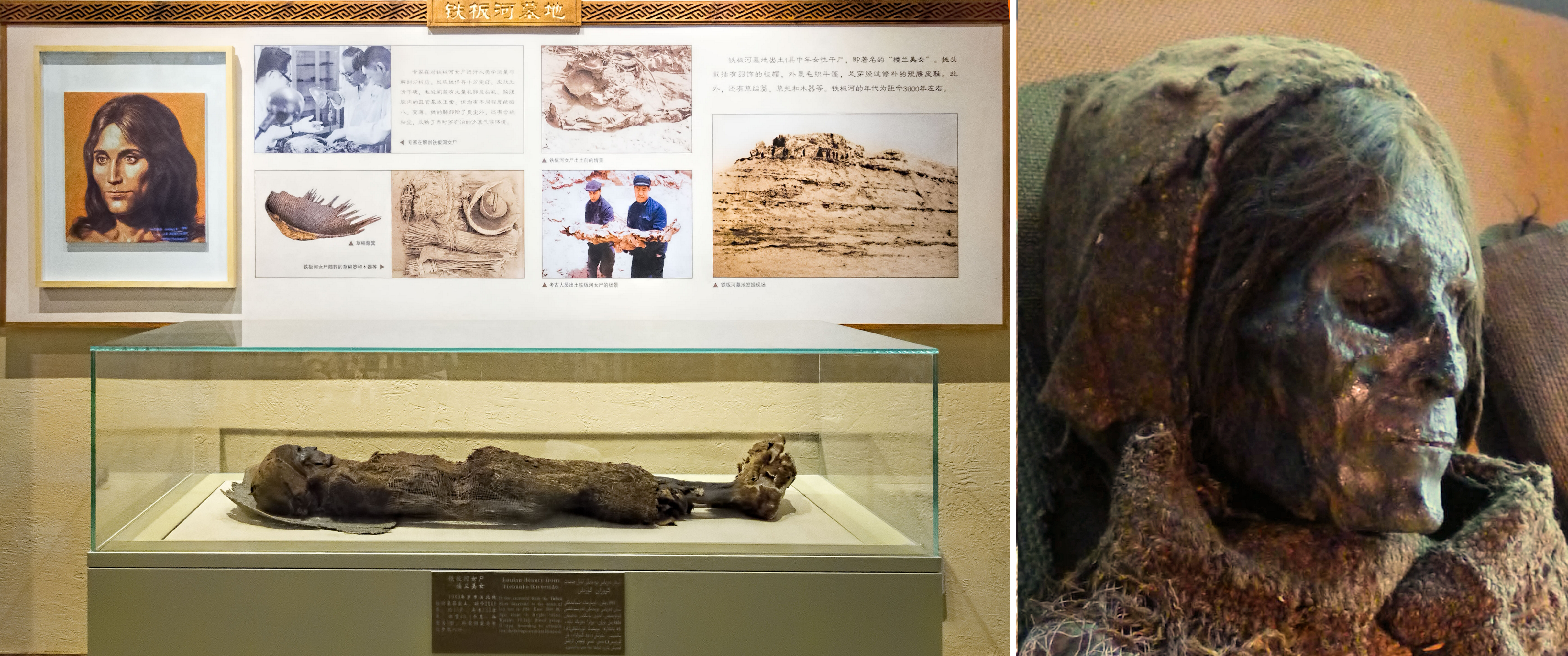
1980年に発掘された「楼蘭の美女」。新疆ウイグル自治区博物館での展示と顔の詳細

楼蘭の美女は紀元前1800年頃に生きており、45歳前後で亡くなった。死因は、大量の砂、炭、塵を摂取したことによる肺機能不全の可能性が高い。衣服の粗末な形状や髪にシラミがいたことから、彼女は困難な生活を送っていたことが示唆される。
楼蘭の美女の髪の色は、赤褐色と表現されている。彼女はウールと毛皮でできた衣服を身に着け、フェルト製のフードには羽飾りが付いていた。足首までの高さの粗末なモカシンを履いており、外側は革、内側は毛皮でできていた。スカートは革製で、内側は暖をとるために毛皮が張られていた。ウールの帽子も被っており、エリザベス・バーバーによれば、これらの防寒対策から、彼女は冬に亡くなったと考えられる。楼蘭の美女は櫛を持っており、4つの歯が残っていた。バーバーはこの櫛を、髪を梳かす道具であると同時に、「織りの際に横糸をしっかりと詰める」ための道具であったと考えている。彼女は「きちんと織られた袋または柔らかい籠」を持っており、袋の中からは小麦の粒が発見された。
カナダの詩人キム・トレイナーの作品『Karyotype』（2015年）には、楼蘭の美女に関する23編の詩が含まれている。

### その他のミイラ

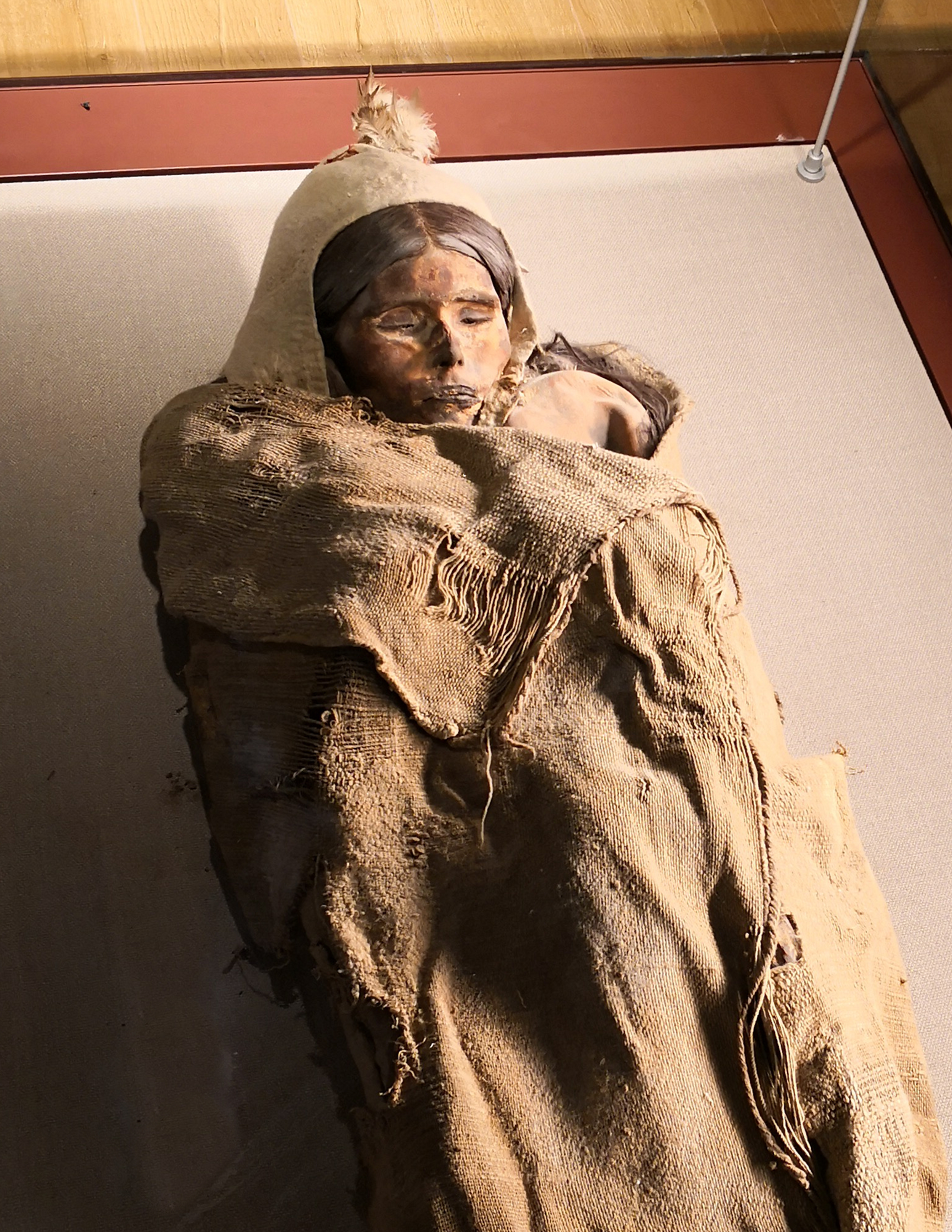
2004年に発掘された、もう一人の「楼蘭の美女」。25歳で亡くなり、3800年前に埋葬された。
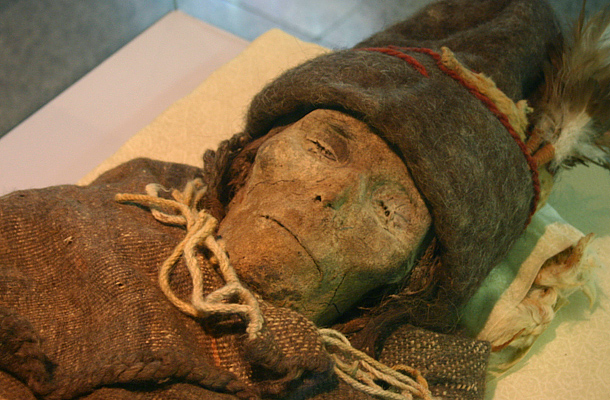
小河墓地のミイラ
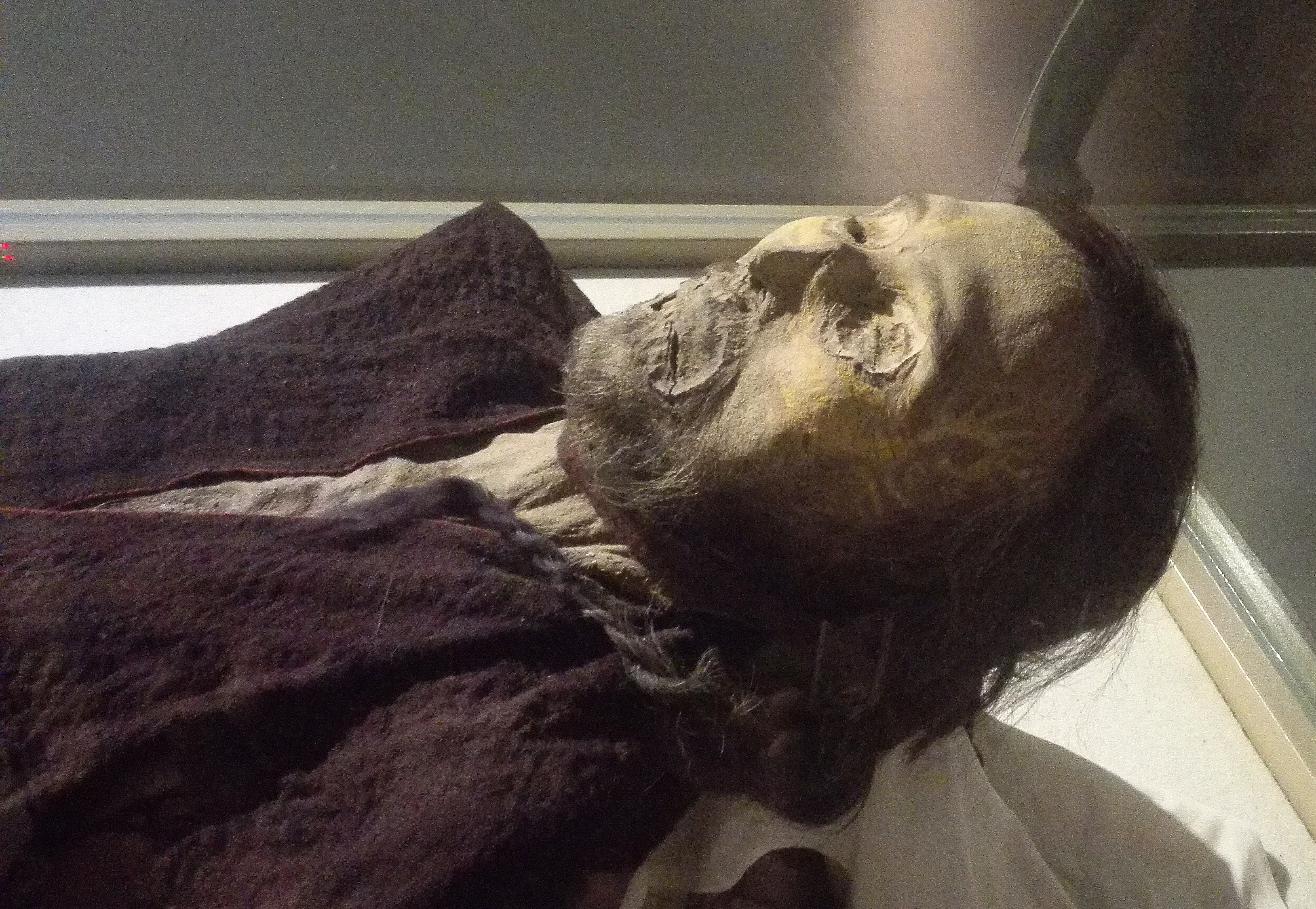
チェルチェンマン（紀元前1000年頃）
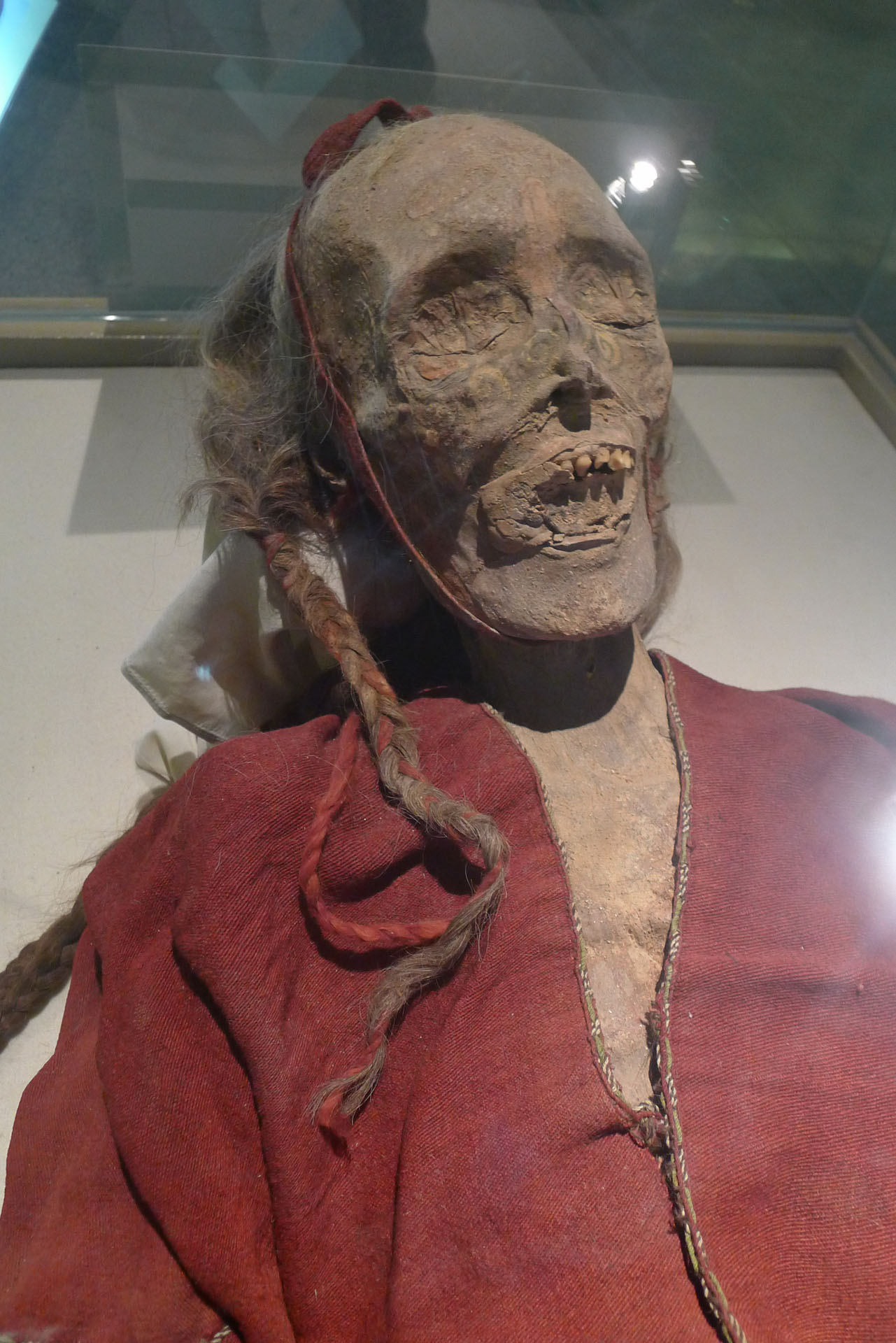
チェルチェンマンの妻（紀元前1000年頃）

### 営盤の美男

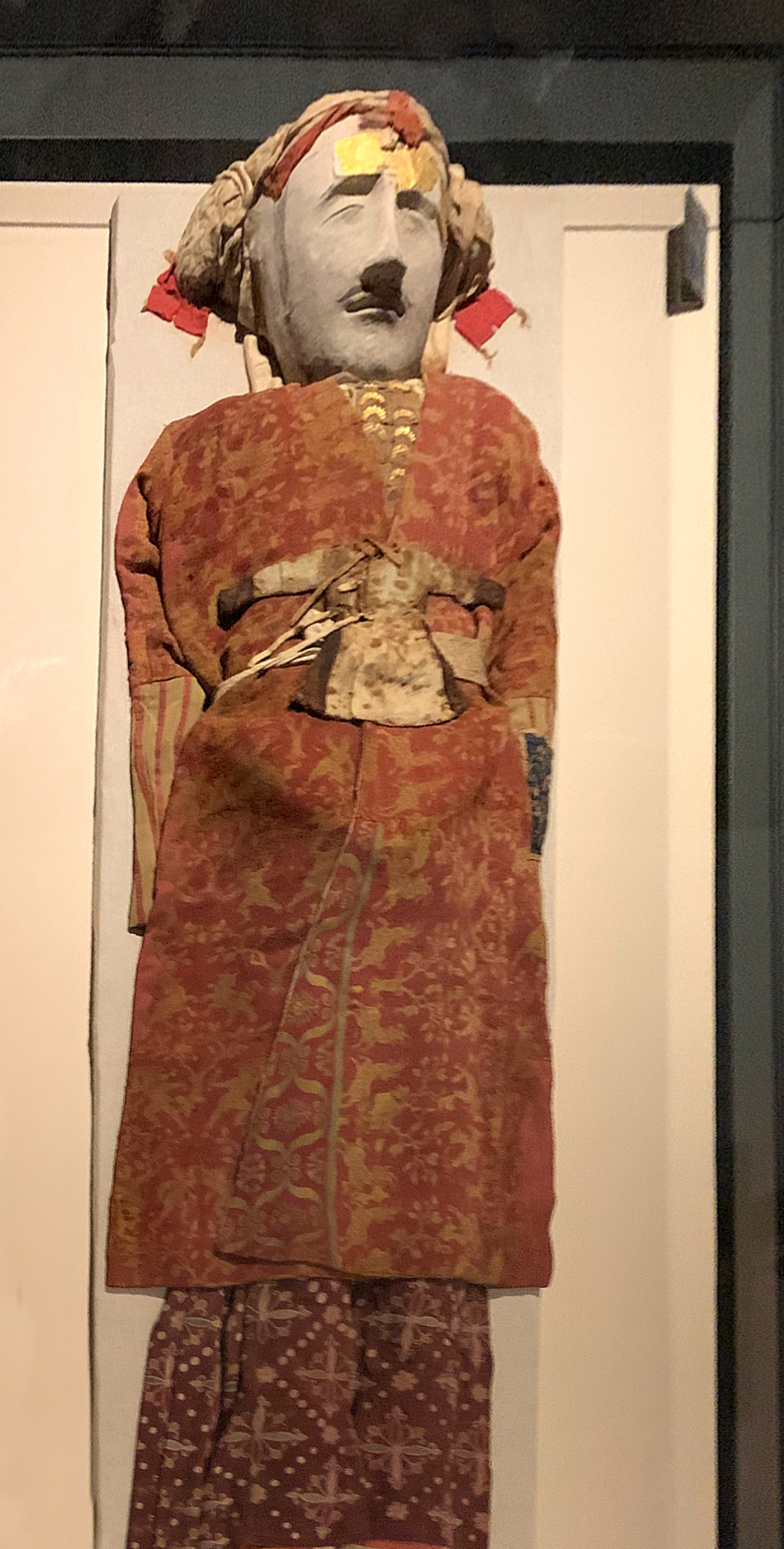
営盤の美男（4～5世紀）

営盤の美男は、タリム盆地で発見された比較的新しい時代のミイラで、4～5世紀のものとされる。身長は約198 cmと非常に大柄で、茶色の髪を持ち、死亡時の年齢は30歳前後であった。豪華な衣服を身に着けていたことから、ソグド人か、あるいは鄯善王国（旧・楼蘭王国）のエリート層の人物であった可能性がある。

## 研究の制限と政治的問題
2008年のエド・ウォンのニューヨーク・タイムズの記事によると、ヴィクター・メアは52点の遺伝子サンプルを中国国外に持ち出すことを禁じられていた。しかし、中国の科学者が密かに彼に6点のサンプルを送り、イタリアの遺伝学者が検査を行った。
その後、中国は外国人科学者がミイラの研究を行うことを禁止した。ウォンの記事では、「政治的な問題はあるものの、墓地の発掘は継続されている」と述べられている。